# La Honte de la famille
Cet article concerne le film. Pour l'album studio, voir La Honte de la famille (album).
Cet article concerne le film. Pour le roman, voir La Honte de la famille (roman, 1964).
Pour plus de détails, voir Fiche technique et Distribution.
La Honte de la Famille est un film français réalisé par Richard Balducci, sorti en 1969. Il s'agit de l'adaptation du roman éponyme de Charles Exbrayat. L'affiche du film est illustrée par Michel Guiré-Vaka. 

## Synopsis
Le jour de son mariage, le fils d'un caïd marseillais déclare à sa famille qu'il souhaite s'engager dans la police.

## Fiche technique
- Réalisation : Richard Balducci
- Scénario : Richard Balducci et Charles Exbrayat, d'après son roman éponyme
- Musique : Francis Lopez
- Montage : Lilyane Fattori
- Photographie : Tadasu G. Suzuki
- Pays :  France
- Format : 35 mm
- Durée : 100 min.
- Genre : comédie
- Date de sortie : France : 7 novembre 1969

## Distribution
- Michel Galabru : Maspie le Grand
- Rosy Varte : Perrine Hadol
- Micheline Dax : Célestine Maspie
- Claude Rollet : Bruno Maspie
- Danièle Évenou : Martine Hadol
- Paul Préboist : Picherande / Inspecteur
- Noël Roquevert : Murato / Commissaire
- Karin Meier : Lise Andersen
- Guy Grosso : Dieudonné Hadol
- Bernard Le Coq : Jérôme Ratières
- Michel Creton : Francois Dolo
- Christian Méry : Tony Saliceto
- Andrex : Etouvant
- André Badin : Marco Seigneur
- Micha Bayard : Mémé
- Robert Castel
- Serge Davri : Dolo Père
- Yves Favier : Adrien
- Anja Lopez : Mme Marco
- Carlo Nell : Bocagnano
- Chantal Nobel : Nathalie Maspie
- Jean Panisse : Ze
- Fred Pasquali : Fontan Le Riche
- Rellys : Pépé
- Lucette Sahuquet
- Umberto Traina : Bastelica